# 尊恵法親王
尊恵法親王（そんえほっしんのう、長寛2年7月22日（1164年8月11日） - 建久3年4月11日（1192年5月23日））は、平安時代後期の法親王。天台宗。二条天皇の皇子で、母は右馬助・源光成の娘。幼名は狛宮。智慧光院を号す。
長寛2年（1164年）7月22日、二条天皇の皇子として誕生。承安4年（1174年）3月10日、11歳で園城寺に入り出家、円満院に住む。文治元年（1185年）大僧正・真円に灌頂を受け、阿闍梨に補される。後に権大僧都に任ぜられるが、建久3年（1192年）3月8日急病を発し、4月11日に脚気に因り29歳で薨去。「法器之人」と評された。